# Takuya Watanabe
Takuya Watanabe (jap. 渡邉 卓矢; * 11. April 1988 in Kashiwa, Präfektur Chiba) ist ein japanischer Fußballspieler.

## Karriere
Takuya Watanabe erlernte das Fußballspielen in der Schulmannschaft der Reitaku High School sowie in der Universitätsmannschaft der Nihon-Universität. Von September 2008 bis Dezember 2008 wurde er von der Universität an den argentinischen Verein Estudiantes de La Plata nach La Plata ausgeliehen. Hier kam er in der zweiten Mannschaft zum Einsatz. Seinen ersten Vertrag unterschrieb er 2009 beim Japan Soccer College in Niigata. Hier stand er bis Ende 2009 unter Vertrag. Wo er von 2010 bis 2012 gespielt hat, ist unbekannt. Anfang 2013 verpflichtete ihn der HBO Tokyo. Im Februar 2016 zog es ihn nach Kambodscha. Hier spielte er bis 2016 für CMAC FC und ISI Dangkor Senchey FC. Im April 2017 nahm ihn der mongolische Verein Goyo FC aus Ulaanbaatar unter Vertrag. Mit dem Klub spielte er in der ersten Liga des Landes, der National Premier League. Mitte 2017 wechselte er zum Ligakonkurrenten SP Falcons, einem Verein, der ebenfalls in Ulaanbaatar beheimatet ist. Nach Nepal ging er im März 2018. Hier nahm ihn der Three Star Club unter Vertrag. Mit dem Verein aus Lalitpur spielte er in der ersten Liga, der A-Division-Liga. Im Juli 2018 kehrte er zu den SP Falcons zurück. Samut Prakan FC, ein Verein aus Thailand, nahm ihn Anfang 2019 unter Vertrag. Der Bangkoker Verein spielte in der vierten thailändischen Liga, der Thai League 4. Hier trat der Klub in der Bangkok Region an. Nach der Hinserie verließ er den Verein und schloss sich in der Mongolei dem Erstligisten Athletic 220 FC an. Nach Laos zog es ihn Anfang 2020. Hier verpflichtete ihn der Viengchanh FC aus der laotischen Hauptstadt Vientiane. Viengchanh spielt in der ersten Liga, der Lao Premier League. Für den Verein absolvierte er insgesamt 15 Erstligaspiele. Nachdem die Liga 2021 abgebrochen wurde, war er von Ende August 2021 bis Januar 2022 vertrags- und vereinslos. Am 3. Februar 2022 verpflichtete ihn der laotische Erstligist Ezra FC.